# Spilosoma brunneomixta
Spilosoma brunneomixta là một loài bướm đêm thuộc phân họ Arctiinae, họ Erebidae.